# پیمان کشاورزی نظرلو
پیمان کشاورزی نظرلو (زاده ۱۵ اسفند ۱۳۷۳ در شبستر) یک بازیکن فوتبال اهل ایران است.

## زندگی‌نامه
او تا ۱۹ سالگی در تیم جوانان تراکتور تبریز بازی می‌کرد. پس از آن و تا ۲۲ سالگی عضو تیم گسترش فولاد تبریز بود و سپس به کشور آذربایجان رفت تا در لیگ برتر فوتبال جمهوری آذربایجان بازی کند. پیمان کشاورز ابتدا با قراردادی به تیم سومقاییت این کشور پیوست و بعد از یک فصل حضور در تیم دیگری به نام سبایل کار خود را در این لیگ پایان رساند. کشاورزی در حال حاضر برای باشگاه باشگاه فوتبال کاپاز  در لیگ آذربایجان بازی می‌کند.

## افتخارات
| تراکتورسازی ایران - لیگ برتر خلیج فارس - لیگ برتر ایران سال۱۳۹۳–۹۴ (نایب قهرمان)                       |
| |
| سومقایت جمهوری آذربایجان - جام حذفی فوتبال جمهوری آذربایجان - جام حذفی آذربایجان ۹۸–۱۳۹۷ (نایب قهرمان) |
| |

## پیوند ب بیرون
- پیمان کشاورزی نظرلو در اینستاگرام
- پیمان کشاورزی نظرلو در FootballDatabase.eu (انگلیسی)
- پیمان کشاورزی نظرلو در Fussballdaten.de (آلمانی)
- پیمان کشاورزی نظرلو در Mackolik.com (ترکی استانبولی)
- پیمان کشاورزی نظرلو در ساکِروِی (انگلیسی)
- پیمان کشاورزی نظرلو در Goalzz.com (انگلیسی)
- پیمان کشاورزی نظرلو در TheFinalBall.com (انگلیسی)
- پیمان کشاورزی نظرلو در ترنسفرمارکت (بازیکن) (انگلیسی)
- پیمان کشاورزی نظرلو در WorldFootball.net (انگلیسی)
- پیمان کشاورزی نظرلو در وبگاه transfermarkt.de
- پیمان کشاورزی نظرلو در وبگاه persianleague.com